# Романовка (Кармаскалинський район)
Рома́новка (рос. Романовка, башк. Романовка) — присілок у складі Кармаскалинського району Башкортостану, Росія. Входить до складу Кабаковської сільської ради.
Населення — 7 осіб (2010; 9 в 2002).
Національний склад:
- мордва — 67 %
- росіяни — 33 %